# Paudits Béla (polgármester)
Paudits Béla (Székesfehérvár, 1954. július 25. – 2023. március 13. vagy előtte) magyar mezőgazdász, őstermelő; 1994–2002 között, majd 2006–2010 között Seregélyes polgármestere. A Fejér Megyei Lovassport Szövetség elnöke.

## Életrajza
Általános iskolai tanulmányait Seregélyesen végezte. Középfokú tanulmányai során mezőgazdasági szakközépiskolai érettségit szerzett.
A gyakornoki idejének leteltét követően telepvezetőként, majd törzsállattenyésztőként dolgozott. Ezt követően benzinkutasként, ezután őstermelőként folytatta munkásságát.
1994–2002, majd 2006–2010 között Seregélyes polgármestere.

## Családja
Édesanyja Pacsika Erzsébet, édesapja Paudits Béla. Nős, felesége Berki Julianna általános iskolai gondnok. Két gyermekük van: Paudits Béla és Paudits István.